# Curriculum vitae

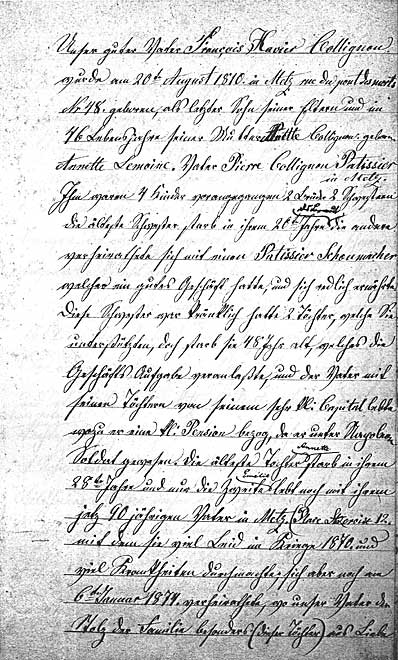
Un antico curriculum vitae scritto a mano.

Il curriculum vitae è un documento redatto al fine di presentare la situazione personale, scolastica e lavorativa.

## Caratteristiche
In italiano, come riportano i più diffusi dizionari, il plurale mantiene la stessa forma del singolare curriculum.
La forma latina curricula si deve alla desinenza in -a dei sostantivi neutri plurali della seconda declinazione della lingua latina. In latino, il plurale di curriculum vitae è curricula vitae . Vitae, infatti, rappresenta un complemento di specificazione (genitivo) che si riferisce a curriculum/a.
Un curriculum vitae è di solito compilato nell'ambito della ricerca del lavoro, ovvero quando si cerca il primo o un diverso impiego. Spesso il curriculum è infatti la prima fonte informativa in base alla quale un datore di lavoro o un selezionatore decide se è interessato a esaminare ulteriormente un candidato per valutarne l'assunzione o la collaborazione.
Esiste in forma cartacea e online, ed è possibile inviarlo direttamente all'azienda che ricerca personale o ad agenzie che offrono servizio di ricerca per conto terzi. In ambito lavorativo è un documento molto importante, da redigere con cura per evitare errori e renderlo di facile e veloce consultazione. Particolarmente importante è modellarlo sulle esigenze della singola persona che lo leggerà, creandone quindi uno diverso per ogni offerta di lavoro cui ci si vuole candidare.

## Struttura
Un curriculum vitae redatto in forma scritta si compone di diverse informazioni, alcune essenziali, altre facoltative.
Essenziali sono:
- dati personali e recapiti
- istruzione
- esperienze lavorative (salvo nel caso di candidato senza esperienze)
- conoscenza di lingue oltre alla propria lingua madre
- conoscenze informatiche
- consenso al trattamento dei dati personali secondo la vigente normativa sulla privacy (quando le condizioni del datore di lavoro, ad es. l'appartenenza a categorie protette, lo impongono)

Facoltative possono essere (secondo i campi professionali):
- obiettivi professionali e di carriera (importante nel caso in cui ci si candidi per una posizione che cambierebbe in modo significativo il corso della propria carriera)
- fotografia (fondamentale per lavori in cui l'immagine è rilevante, come per promoter e hostess[10])
- esperienze formative (attestati, titoli e certificati inerenti alla professione)
- informazioni su attività extraprofessionali, hobby, e così via.

Esiste un formato europeo standard per la redazione del curriculum vitae; questo modello di curriculum prevede la suddivisione in:
- dati personali
- esperienze lavorative
- istruzione e formazione
- capacità e competenze personali, relazionali, organizzative, tecniche, artistiche
- brevetti e pubblicazioni
- ulteriori informazioni e allegati.

## Europass ed EuroCv
Europass è un servizio offerto dalla Commissione europea. L'obiettivo è quello di offrire un formato standard per i curriculum in Europa, per favorire la mobilità dei lavoratori all'interno dell'Unione europea. Il sito supporta sia la creazione del documento che l'invio dello stesso ai potenziali datori di lavoro.
EuroCv è un servizio integrato con il sistema HR-XML per condividere il curriculum fra semplici utenti ma anche fra aziende.

## Video curriculum
Il video curriculum (o videocv) consiste in una presentazione video, solitamente pubblicata su un sito web, che mostri le principali conoscenze e competenze.
Il candidato in un video curriculum:
- inizia con una presentazione;
- elenca le capacità professionali, le motivazioni e il perché essere scelti;
- ha un abbigliamento adeguato al tipo di posizione cercata;
- ha un eloquio sicuro, non troppo lento, non troppo rapido;
- guarda l'obiettivo, immaginando di parlare con una persona, evitando di concentrarsi su altri punti o abbassare lo sguardo troppo frequentemente;
- produce un filmato non troppo corto né troppo lungo (tra uno e tre minuti);
- ringrazia chi visualizza il filmato.

## Curriculum creativi

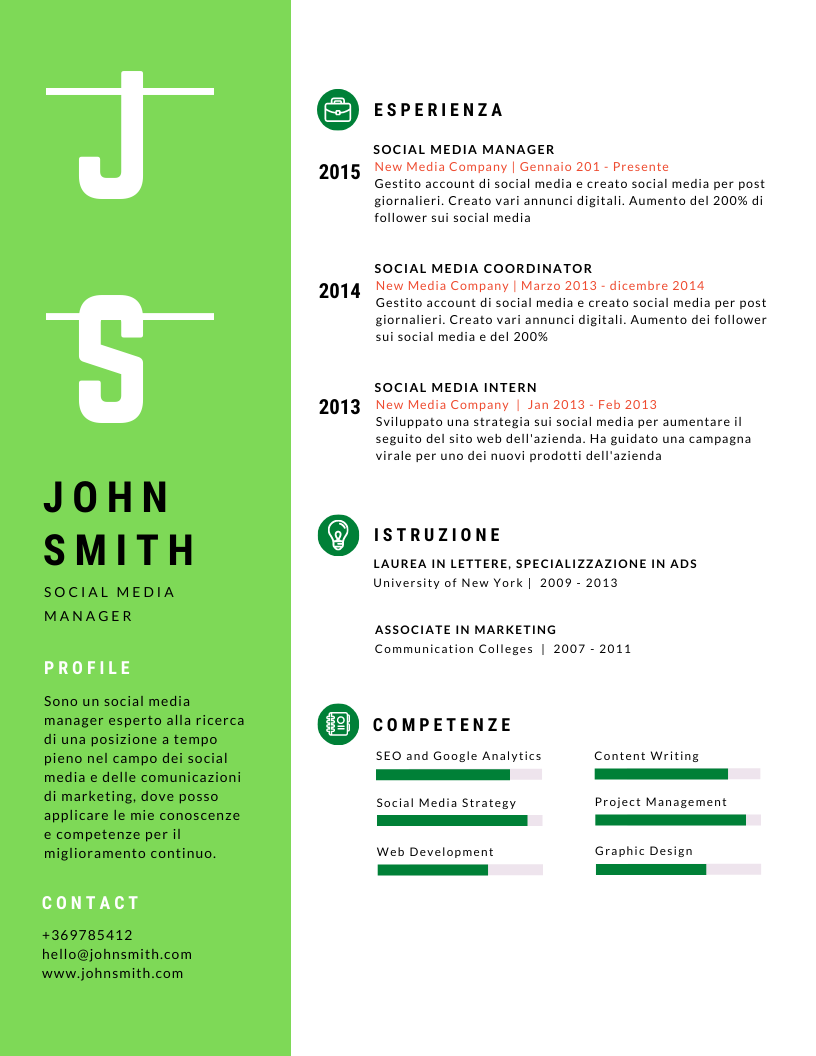
Esempio di CV creativo

In alcuni casi si può optare per un curriculum creativo, ossia diverso e personalizzato esteticamente rispetto ai formati standard (ad esempio i modelli predefiniti in Word, Europass, ecc.) con programmi di grafica come Illustrator, InDesign o Inkscape. Se la posizione ricercata è nel ramo creativo si può scegliere di inserire grafiche particolari e illustrazioni. 

## Curriculum per dispositivi mobili

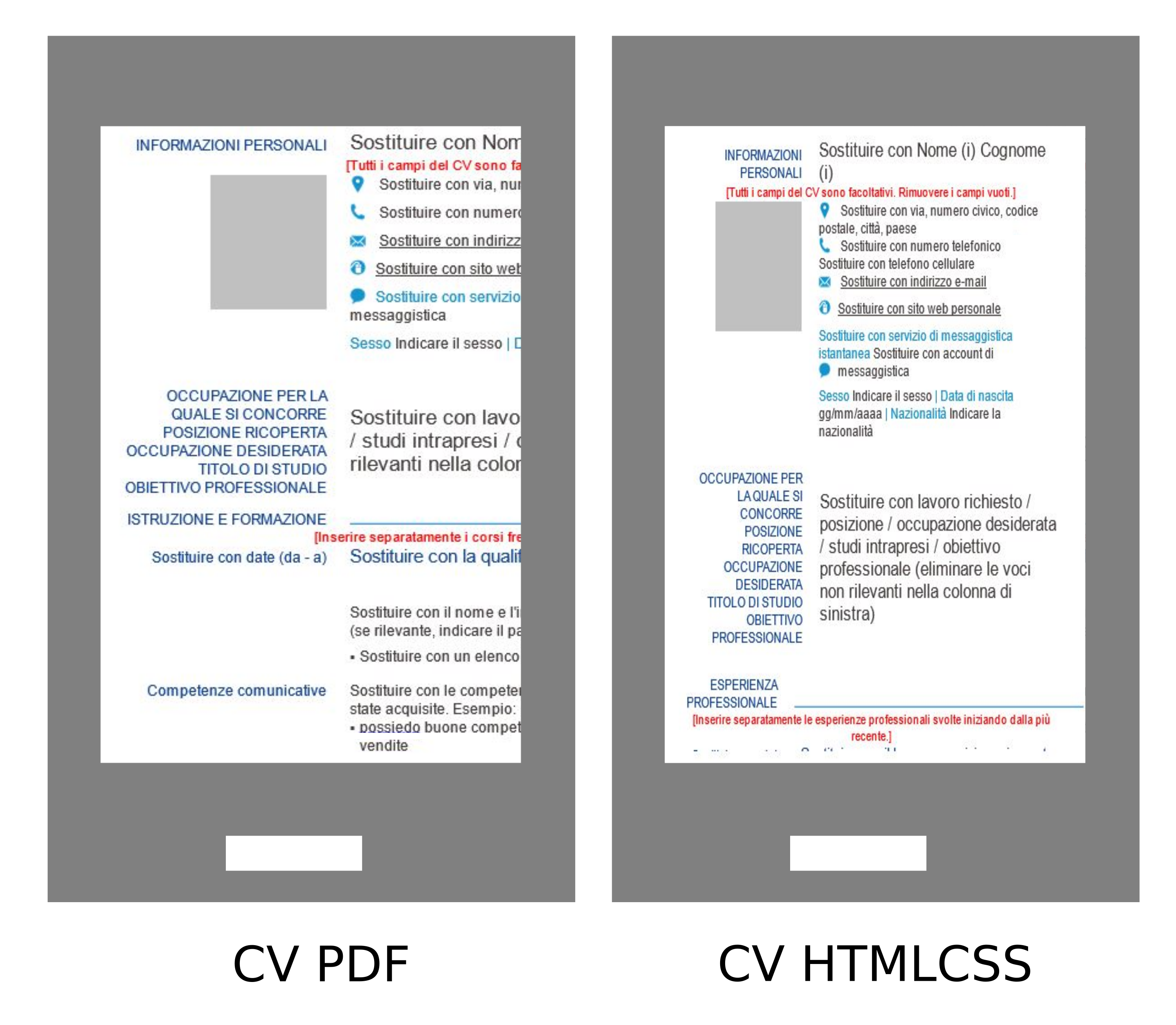
Confronto tra un CV in PDF e uno in HTML-CSS in un dispositivo mobile

Se il CV deve essere visualizzato online, per evitare formati come il PDF che richiederebbe molte zoomate e scorrimenti orizzontali per il lettore su dispositivi mobile, si può optare per un CV in HTML e CSS in modo che esso sia responsivo e più comodo da consultare.